# Manuel Ortega (Panama)
Manuel Ortega è un comune (corregimiento) della Repubblica di Panama situato nel distretto di Cémaco, comarca di Ngäbe-Buglé. Si estende su una superficie di 1115 km² e conta una popolazione di 1.783 abitanti (censimento 2010).